# Istituto Confucio

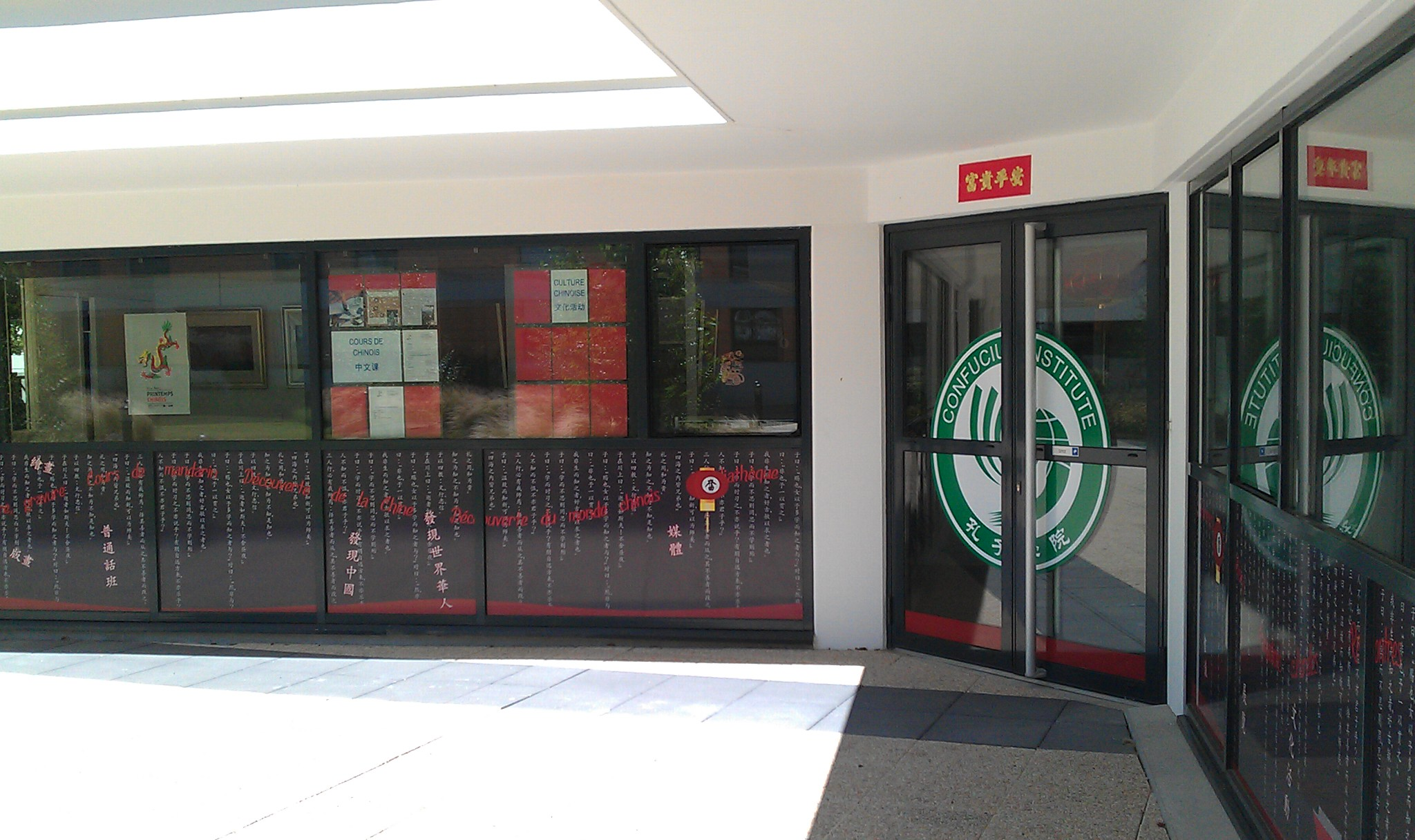
Istituto Confucio in Francia

L'Istituto Confucio (in cinese: 孔子学院, Kǒngzǐ Xuéyuàn) è un'istituzione per la diffusione all'estero della lingua e cultura cinese creata dall'Ufficio Hanban (汉办) del Ministero dell'Istruzione della Repubblica Popolare Cinese.
Il primo Istituto Confucio è stato aperto a Seul, in Corea del Sud, il 21 novembre 2004. Nel 2007 all'Università di Waseda in Giappone.
Le varie sedi organizzano corsi di lingua cinese e attività didattiche, scientifiche e culturali e hanno spesso sede presso università. Ciascuno istituto collabora ed opera in parteneriato con una diversa università cinese.

## Italia
In Italia l'Istituto Confucio è formato da vari istituti presso le università delle seguenti città:
- Università di Bologna[1]
- Università Cattolica del Sacro Cuore di Brescia, Milano e Piacenza[2]
- Università Kore di Enna[3]
- Università degli Studi di Firenze[4]
- Università degli Studi di Macerata[5]
- Università degli Studi di Milano[6]
- Università degli Studi di Napoli "L'Orientale"[7]
- Università degli Studi di Padova[8]
- Scuola superiore Sant'Anna di Pisa[9]
- Università degli Studi di Roma "La Sapienza"[10]
- Università degli Studi di Torino[11]
- Università Ca' Foscari Venezia[12]

## Controversie
Secondo diverse testate e figure accademiche, al di là dell'operazione culturale cui sono devoti, gli Istituto Confucio fungono da organo avanzato di propaganda del Partito Comunista Cinese, ovvero "cercano di modificare l'immagine di Pechino agli occhi del mondo".
Le accuse mosse nei confronti dell'operato degli Istituti Confucio è quella di edulcorare la visione che diversi paesi del mondo hanno del regime cinese e nel contempo quello di porre dei veti più o meno palesi nei confronti di iniziative culturali sgradite al Partito Comunista Cinese, pur se effettuate fuori dalla Cina. L'ampio dibattito che ne è scaturito ha portato alla chiusura di diversi Istituto Confucio negli Stati Uniti d'America e in Europa, tra cui quelli dell'Università di Leiden, della Copenaghen Business School in Danimarca, della Università Paris-Ouest Nanterre in Francia, e dell'Università di Stoccolma.